# 康沃利斯岛 (加拿大)
康沃利斯岛（英語：Cornwallis Island）位于加拿大北部努纳武特地区，是北冰洋伊丽莎白女王群岛中的一座岛屿。东隔惠灵顿海峡与德文岛相望，南隔帕里海峽与萨默塞特岛相望。长约115公里，宽50～100公里，面积6996平方公里。地势相当平坦，东海岸地形隆起，最高处海拔411米。主要聚居地是位于南岸雷索卢特湾的雷索卢特，设有加拿大气象站，是高纬极地空运中心。
第一位发现康沃利斯岛的西方人是英国探险家威廉·帕里（1819年），他以英国皇家海军上将威廉·康沃利斯的姓氏命名。